# Oleg Pašinin
Oleg Pašinin (* 12. září 1974) je bývalý uzbecký fotbalista.

## Reprezentační kariéra
Oleg Pašinin odehrál za uzbecký národní tým v letech 2001–2005 celkem 12 reprezentačních utkání.

## Statistiky
| Uzbekistán | Uzbekistán | Uzbekistán |
| Roky       | Zápasů     | Gólů       |
| ---------- | ---------- | ---------- |
| 2001       | 5          | 0          |
| 2002       | 0          | 0          |
| 2003       | 2          | 0          |
| 2004       | 2          | 0          |
| 2005       | 3          | 0          |
| Celkem     | 12         | 0          |